# Blekot pospolity

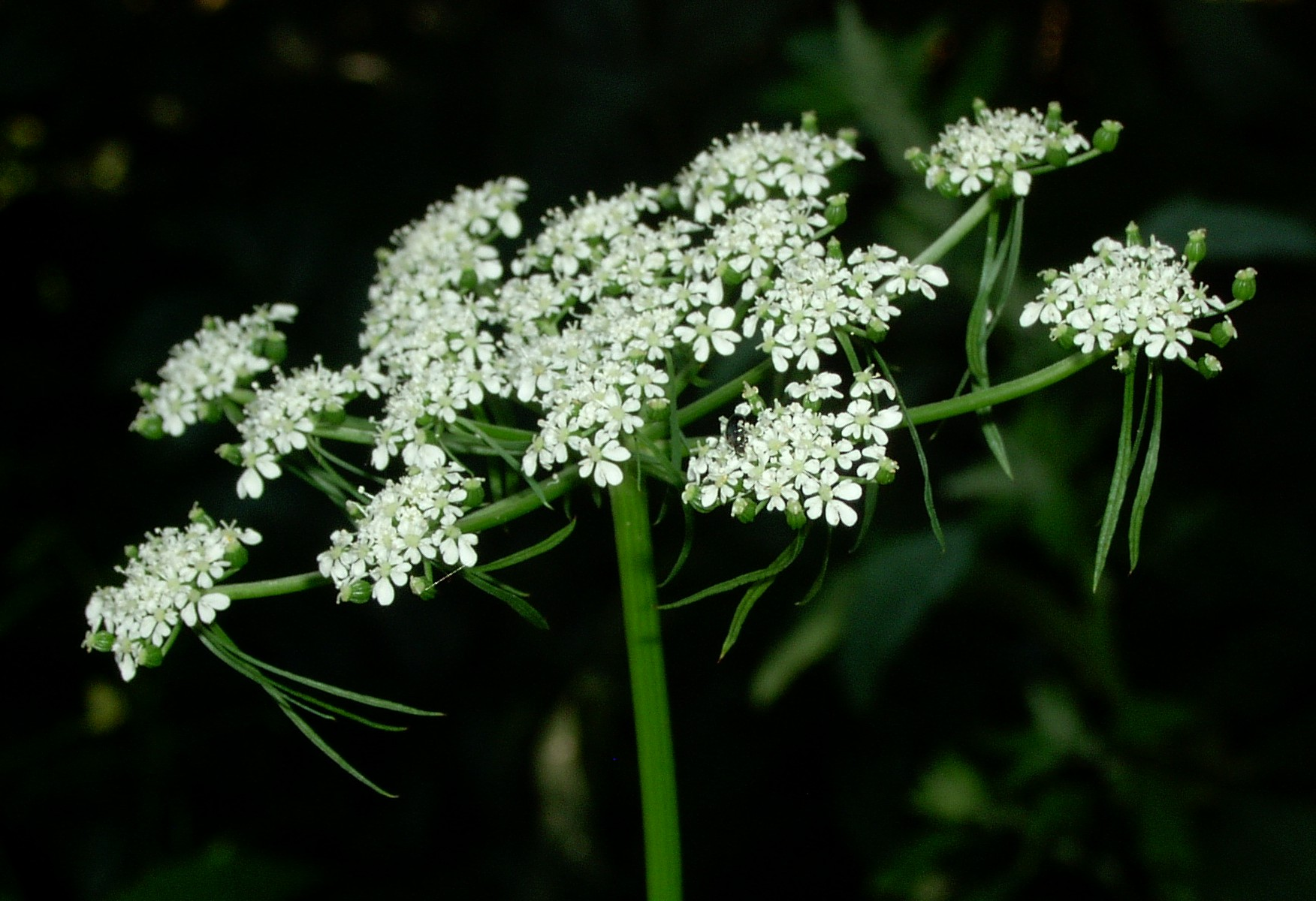
Kwiatostan z odgiętymi w dół pokrywkami, rozwijającymi się tylko z jednej strony baldaszków

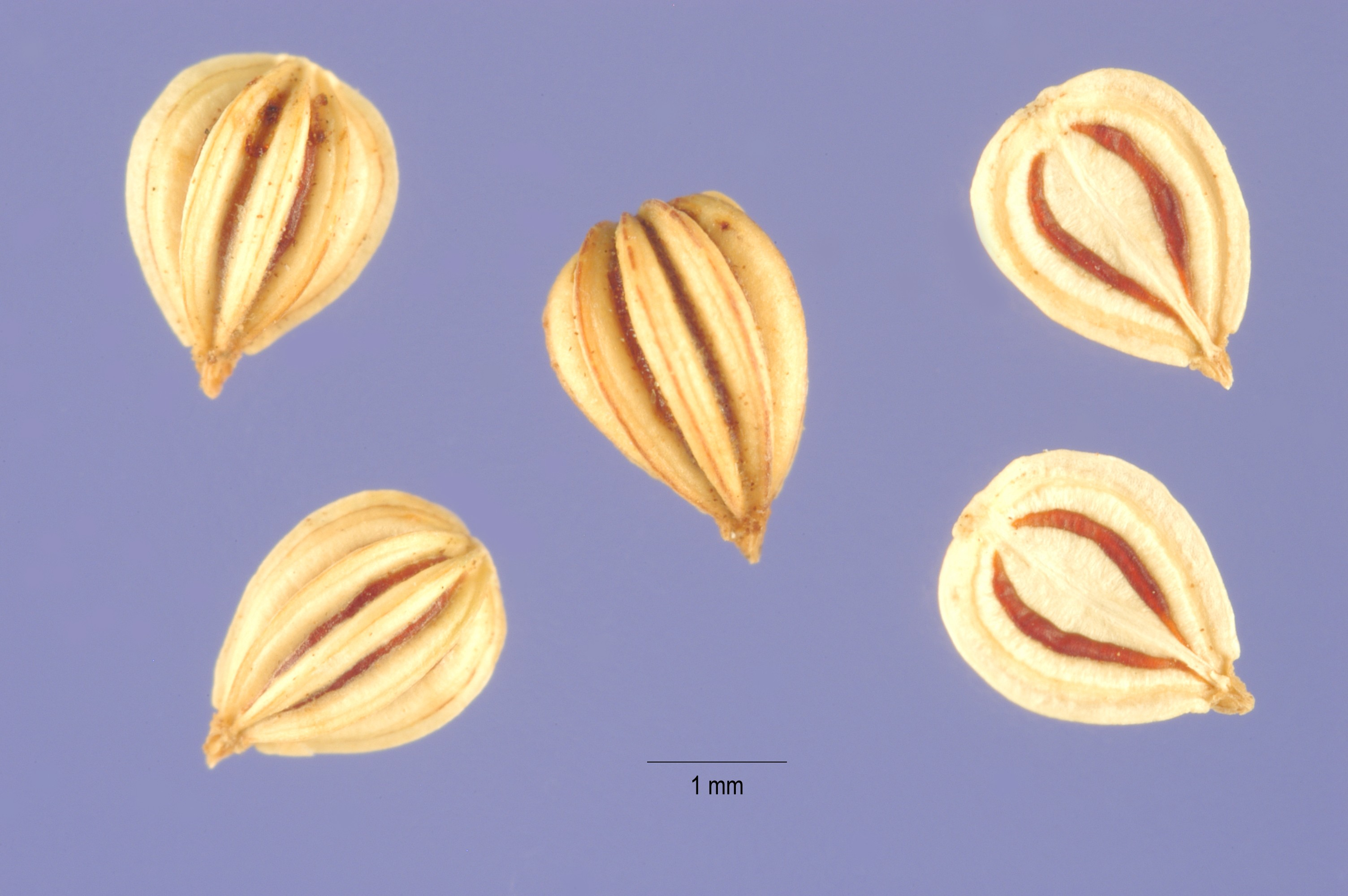
Owoce

Blekot pospolity (Aethusa cynapium L.) – gatunek rośliny z rodziny selerowatych / baldaszkowatych (Apiaceae). Zwyczajowe nazwy: szaleń, psia pietruszka. 

## Rozmieszczenie geograficzne
Występuje w prawie całej Europie od Hiszpanii i Wielkiej Brytanii po Ural, a także na Kaukazie i w Azji Mniejszej. W Polsce jest pospolity na niżu i w niższych położeniach górskich.

## Morfologia
PokrójRoślina zielna z wrzecionowatym, cienkim korzeniem. Łodyga osiąga do 30–150 cm wysokości (jest istotnie różna u podgatunków), jest naga, pusta w środku (dęta), obła, delikatnie kreskowana lub słabo kanciasta. Często jest owoszczona i brudnofioletowo nabiegła. W górnej części rozgałęzia się.
LiścieNagie, ciemnozielone, 2–3-krotnie pierzaste, w zarysie trójkątne, końcowe odcinki jajowate, pierzasto nacinane, z łatkami jajowatymi lub lancetowatymi, karbowanymi lub całobrzegimi. Liście mają pochwiaste nasady, przy czym górne liście mają pochwy biało obrzeżone i wyciągnięte w uszka w górnej części.
KwiatyDrobne kwiaty zebrane w kwiatostan typu baldach złożony, składający się z 5–20 baldaszków. Listków pokrywy brak lub co najwyżej jest jedna lub są dwa; pokrywki są zwykle trójlistkowe, jednostronnie ustawione pod baldaszkiem i odgięte, dłuższe od baldaszka, równowąskie. Ząbki kielicha zupełnie zredukowane. Płatki korony górą białe lub czerwonawe, mają kształt odwrotnie sercowaty i na górze są wycięte z łatką zagiętą do środka. Pręcików 5, słupek 2-krotny, dolny.
OwoceSzeroko jajowate do kulistych rozłupnie składające się z dwóch rozłupek, osiągające długość 3–5 mm. Ich powierzchnia jest pokryta gąbczastymi żebrami, przy czym boczne są oskrzydlone.
Gatunki podobneGatunek może być mylony zwłaszcza z pietruszką. Bardzo charakterystyczne dla niego są jednak jednostronne i odgięte w dół listki pokrywek wyrastające pod baldaszkami. Roślina wyróżnia się także nieprzyjemnym zapachem podobnym do czosnku, wyczuwalnym po roztarciu liści. Poza tym różni się liśćmi połyskującymi od spodu (pietruszka ma matowe) i białymi kwiatami (u pietruszki żółtozielonymi).

## Zmienność
Wyróżnia się trzy podgatunki:
- Aethusa cynapium ssp. cynapium – podgatunek nominatywny, wysokość do ok. 1 m[4], łodyga obła bruzdowana[8], łatki liści ostro zakończone[4]. Baldaszki krótsze od pokrywek, które zwykle występują w liczbie trzech[4]. Roślina ruderalna, chwast w ogrodach[4].
- Aethusa cynapium subsp. segetalis (Boenn.) Schübl. & G.Martens (syn. A. cynapium subsp. agrestis (Wallr.) Dostal.) – wysokość 5–20 cm, łodyga kanciasta i rozgałęziona poziomo[8]. Łątki liści zwykle tępo zakończone[4]. Pokrywki równe długością baldaszkom lub krótsze. Archeofit, chwast upraw (zwłaszcza żyta, przy czym kwitnie i dojrzewa zwykle na ściernisku[9]) i roślina ruderalna[8]. W klasyfikacji zbiorowisk roślinnych gatunek charakterystyczny dla związku zespołów (All.) Caucalidion lappulae[10]. Umieszczony na czerwonej liście w kategorii DD (stopień zagrożenia trudny do ustalenia)[11].
- Aethusa cynapium subsp. elata (Hoffm.) Schübl. & G.Martens (syn. A. cynapium subsp. cynapioides (Bieb.) Nyman. – wysokość ponad 90 cm (do ok. 2 m[4]), łodyga obła lub słabo bruzdkowana, sztywna, pokryta woskiem. Pokrywki równe długością baldaszkom lub dłuższe. Rośnie w zaroślach i na skrajach lasów[8].

## Biologia i ekologia
Roślina jednoroczna, czasem dwuletnia, kwitnąca od czerwca do września, czasem do października (w przypadku subsp. segetalis podkreślane jest późne kwitnienie). 
Rośnie na przydrożach, przychaciach i jako chwast w uprawach, także w zaroślach i w lasach. Roślina wapieniolubna.
Liczba chromosomów 2n = 20.
Roślina trującaPęd nadziemny i korzeń zawierają toksyczne alkaloidy – koniinę i cynapinę, przy czym szczególnie trujący jest pierwszy z tych związków, taki sam jak obecny u szczwołu plamistego (u blekotu występuje jednak w mniejszych ilościach – w świeżym zielu alkaloidów jest 0,00023%). W roślinie stwierdzono także obecność poliin (eutyzyna, eutanazol A, eutanazol B) podobnych do cykutoksyny. Zawartość związków toksycznych jest wyższa w latach suchych i gorących.
Alkaloidy powodują u ptaków i ssaków silne podrażnienie błon śluzowych, a po wchłonięciu – porażenie zakończeń nerwów i splotów współczulnych. W wyniku zatrucia następuje: brak apetytu, krwawienie z płuc, biegunka, nierówny chód, drgawki, zaburzenia oddechowe i w końcu paraliż i śmierć. Przytomność u osób zatrutych jest zachowana, a do zgonu dochodzi w ciągu ok. 8 godzin od spożycia roślin.
Roślina jest wysoce trująca zwłaszcza dla gęsi i świń, poza tym dla koni, krów. Jednak rzadko do zatruć zwierząt dochodzi z powodu nieprzyjemnego zapachu i smaku rośliny. Ludzie trują się blekotem ze względu na podobieństwo jego liści do liści pietruszki i częste występowanie jako chwast w uprawach (może rosnąć razem z pietruszką). Ze względu na stosunkowo niewielkie ilości związków trujących u ludzi zwykle dochodzi do zatruć tylko z objawami żołądkowo-jelitowymi.

## Zastosowanie
Roślina lecznicza, dawniej używana w medycynie ludowej. Esencja z kwitnących roślin stosowana była także w homeopatii.
- Surowiec: Ziele Herba Aethusae i korzeń Radix Aethusae[13]. Zawiera olejek eteryczny, a ze związków czynnych biologicznie: flawonoidy (kemferol, narcyzyna, rutyna)[6], kwas mrówkowy, kwas masłowy[13].